# Groene Weelde
De Groene Weelde is een recreatiegebied en park in de Haarlemmermeer in de Nederlandse provincie Noord-Holland. Het gebied ligt tussen Hoofddorp, Cruquius, Vijfhuizen en het stadsdeel Schalkwijk van Haarlem en is in beheer van het Recreatieschap Spaarnwoude en is daarmee ook onderdeel van het recreatiegebied Spaarnwoude. Staatsbosbeheer is de grootste eigenaar van de gronden in dit gebied.
Het park beslaat het voormalige Floriade-terrein dat ten westen van de N205, plaatselijk de Drie Merenweg genoemd, ligt. Dit terrein werd gebruikt voor de Floriade 2002. In het park liggen onder andere de Big Spotters Hill, die is aangelegd met grond die vrijkwam door afgravingen voor waterpartijen in dit park. Verder ligt ook in het zuidelijk deel het Prins Bernhardbos. Dit is een circa 40 hectare groot wandelbos. Bij de Geniedijk vindt men het Expo Haarlemmermeer waar ook Buslijn 300, ook wel de Zuidtangent genoemd, een halte heeft.
De Groene Weelde is doormidden van een brug in de Geniedijk en een brug over de Drie Merenweg verbonden met de andere gebieden die het Recreatieschap in beheer heeft en is door middel van deze bruggen tevens verbonden met het oostelijk gedeelte van de voormalige Floriade, het Haarlemmermeerse Bos.
Jaarlijks (in normale omstandigheden) vindt sinds 2003 eind augustus in dit natuurgebied het festival Mysteryland plaats.